# Lotta Lundgren
Lotta Mari Johansen Lundgren, ogift Bergqvist, född 26 januari 1971 i Göteborg, är en svensk författare, skribent och programledare, ursprungligen verksam som copywriter i reklambranschen.

## Biografi

### Copywriter
Lotta Lundgren växte upp i stadsdelen Tuve i Göteborg. År 1993 började hon arbeta som copywriter på reklambyrån Forsman & Bodenfors. År 1997 flyttade hon till Stockholm för att arbeta på reklambyrån Garbergs. 2004 gjordes en kokbok åt Pontus Frithiof, där Lundgren både agerade som copywriter och som matskribent (medförfattare). I augusti 2005 lämnade hon Garbergs för Åkestam Holst.
År 2008 lämnade hon både Åkestam Holst och reklambranschen. Året innan hade hon startat matbloggen "Om jag var din hemmafru". Sedan dess har hon huvudsakligen verkat inom TV och skrivit böcker. 2023 påbörjade hon en utbildning till trädgårdsmästare.

### TV-profil
Åren 2010 och 2011 medverkade Lotta Lundgren som programledare tillsammans med Erik Haag och Henrik Schyffert i TV-serien Landet brunsås. Serien producerades av Karin af Klintberg för SVT. 2011 utkom hennes kokbok Om jag var din hemmafru eller hur man får en vardag att smaka som en lördag (Norstedts). Sommaren 2012 var Lotta Lundgren sommarvärd i Sommar i P1. Hösten 2012 fortsatte samarbetet med Erik Haag som programledare för och medskapare av den historiska infotainment-serien Historieätarna i SVT. Programmet vann Kristallen 2013 för Årets livsstilsprogram – en andra och tredje säsong sändes 2014 och 2016. 2013 utkom hennes bok Tio lektioner i matlagning (Wahlström & Widstrand). Våren 2014 medverkade Lotta Lundgren tillsammans med Leif G.W. Persson som programledare i tv-serien På jakt med Lotta och Leif i SVT. På samma tema som Historieätarna, men med inriktning mer mot barn, gjorde hon och Haag 2015 TV-julkalendern Tusen år till julafton för Sveriges Television. Samma produktionsteam står även bakom Bye bye Sverige om den svensk-amerikanska emigrationen 1850–1910 som hade premiär i Sveriges Television den 7 december 2017.
Sedan början av 2017 medverkar hon i reklamfilmer för Coop. Lundgren var julvärd i SVT 2017.
År 2019 medverkade Lotta Lundgren i tv-programmet Bandet och jag tillsammans med Erik Haag,  Kakan Hermansson och Olof Wretling. Där de gestaltar medlemmarna i popgruppen L.E.K.O. som programmet följer under en av de mest omvälvande perioderna i Sveriges historia. Våren 2020 deltog Lotta och Erik Haag i Alla mot alla med Filip och Fredrik, där de vann finalen mot Gry Forssell och Mikael Tornving. Laget vann Alla mot alla även den följande hösten i finalen mot Markus Krunegård och Emma Molin.

## Familj

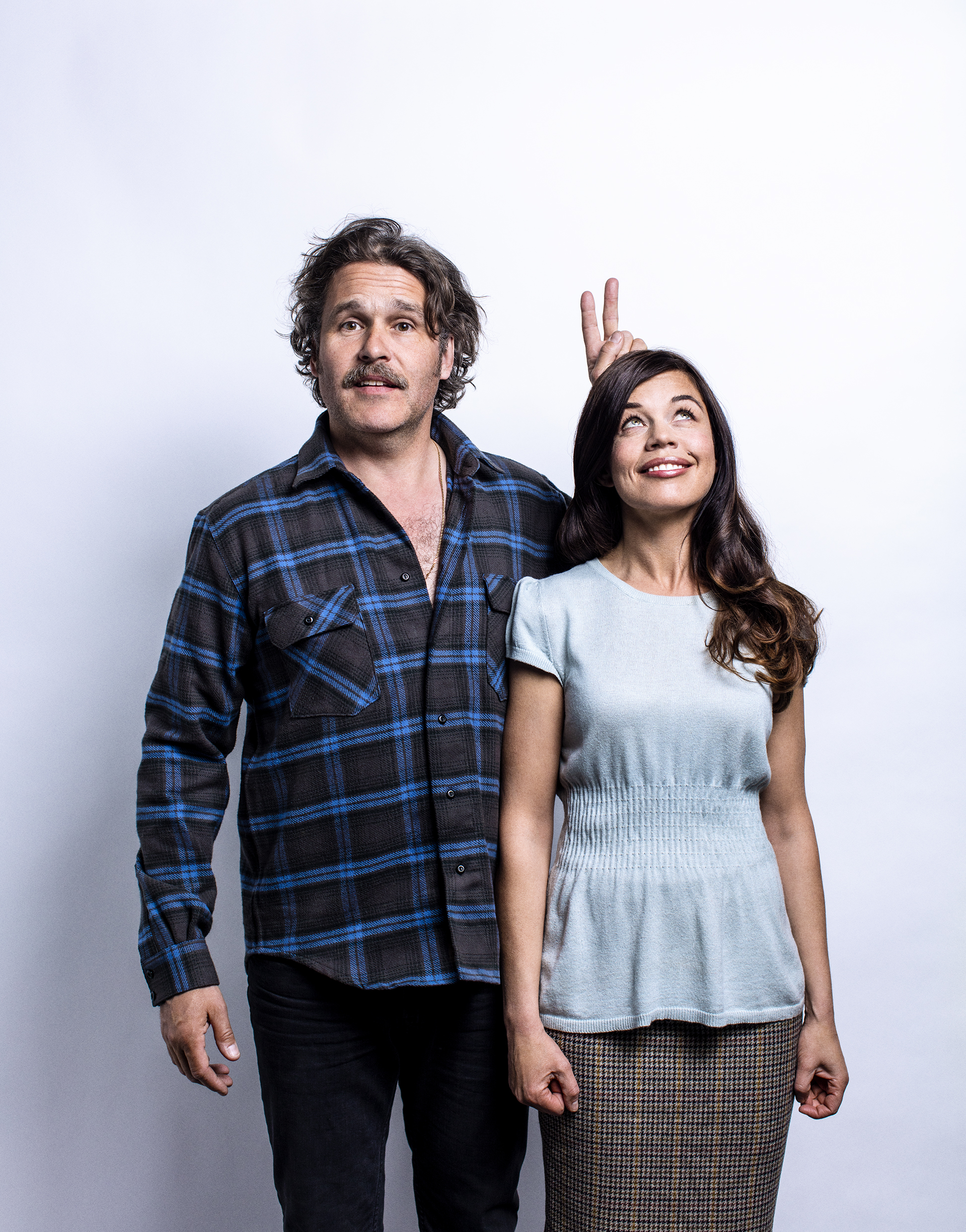
Erik Haag och Lotta Lundgren 2016.

Åren 2009–2014 var Lotta Lundgren gift med Martin Johansen (född 1974); de har två barn (födda 2006 och 2007). Hon bor i Hägersten i Stockholm. Hon har ett förhållande med TV-kollegan Erik Haag.

## TV
- 2010 – Landet brunsås
- 2012 – Historieätarna
- 2014 – På jakt med Lotta och Leif
- 2015 – Tusen år till julafton
- 2017 – Bye bye Sverige
- 2019 – Bandet och jag
- 2020 – Rapport från 2050
- 2021 – Återskaparna
- 2021 – En smak på livet
- 2021 – Big bang
- 2024 – Forskarna
- 2025 – Noll stjärnor

## Utmärkelser i urval
- 2000 – Guldägget, Julpappersboken [20]
- 2002 – Guldägget, Kärleksbrevsboken [21]
- 2002 – Gold, Cannes Lions International Advertising Festival[22]
- 2003 – Svensk Bokkonst, Dagboksprojektet Journal[23]
- 2011 – Årets Svenska Måltidslitteratur, Om jag var din hemmafru[24]
- 2012 – Hirampriset[25]
- 2013 – Kristallen Årets livsstilsprogram, Historieätarna[26]
- 2014 – Svensk Bokkonst, Tio lektioner i matlagning[27]
- 2014 – Årets Svenska Måltidslitteratur, Tio lektioner i matlagning[28]